# Church (album)
Church – trzeci album studyjny szwedzkiego duetu Galantis, wydany 7 lutego 2020 roku przez Big Beat i Atlantis Records.

## Lista utworów
1. "Steel" – 4:23
2. "Faith" (Galantis & Dolly Parton feat. Mr. Probz) – 3:06
3. "Unless It Hurts" – 2:57
4. "Never Felt a Love Like This" (Galantis & Hook N Sling feat. Dotan) – 3:35
5. "Holy Water" – 2:56
6. "Hurricane" (Galantis & John Newman) – 3:21
7. "Stella" – 3:32
8. "Bonfire" (Galantis & Steve James) – 3:13
9. "I Found U" (Passion Pit & Galantis) – 3:27
10. "Fuck Tomorrow Now" – 3:44
11. "Miracle" (Galantis & Bali Bandits) – 2:37
12. "Feel Something" (feat. Flyckt) – 2:35
13. "We Can Get High" (Galantis & Yellow Claw) – 2:37
14. "Bones" (feat. OneRepublic) – 3:25